# Rough Times
Rough Times è il quarto album dei Kadavar, pubblicato nel 2015.

## Tracce
1. Rough Times – 3:38
2. Into the Wormhole – 4:17
3. Skeleton Blues – 4:24
4. Die Baby Die – 4:18
5. Vampires – 4:48
6. Tribulation Nation – 5:04
7. Words of Evil – 3:37
8. The Lost Child – 5:52
9. You Found the Best in Me – 4:58
10. A L'ombre du Temps – 3:57

## Formazione
- Christoph "Lupus" Lindemann – voce, chitarra
- Christoph "Tiger" Bartelt – batteria, organo, voce
- Simon Bouteloup - basso